# Televisiepiraat
Een televisiepiraat was een illegaal opererende televisiezender. Televisiepiraten waren in Nederland vooral in de jaren '80 een bekend verschijnsel, vooral in de bekabelde grote steden.

## Achtergrond
Sedert de uitvinding van de draadloze omroep was het uitzenden via de ether een door overheden vrij strikt gereguleerde aangelegenheid. Het regelmatig uitzenden van vermaak en nieuws was in veel landen in Europa strikt aan vergunningen gebonden, en werd veelal door de overheid zelf uitgevoerd. Dit gold voor radio, maar evenzeer voor televisie. Dat televisie-uitzendingen gereguleerd en al dan niet van overheidswege uitgevoerd werden was bij de aanvang van het televisietijdperk ook vanwege de benodigde hoge investeringen vrij vanzelfsprekend. In de jaren '60 waren er al wat aantastingen van het bestaande bestel door radiopiraten zoals Radio Veronica en Radio Noordzee die vanaf schepen op de Noordzee uitzonden. Een eerste poging om op commerciële leest geschoeide televisie-uitzendingen te verzorgen werd gedaan door TV Noordzee, dat in 1964 een aantal maanden lang uitzendingen verzorgde vanaf een platform in de Noordzee. Dit experiment werd door de Nederlandse overheid vrij snel beëindigd.

## Kabeltelevisie

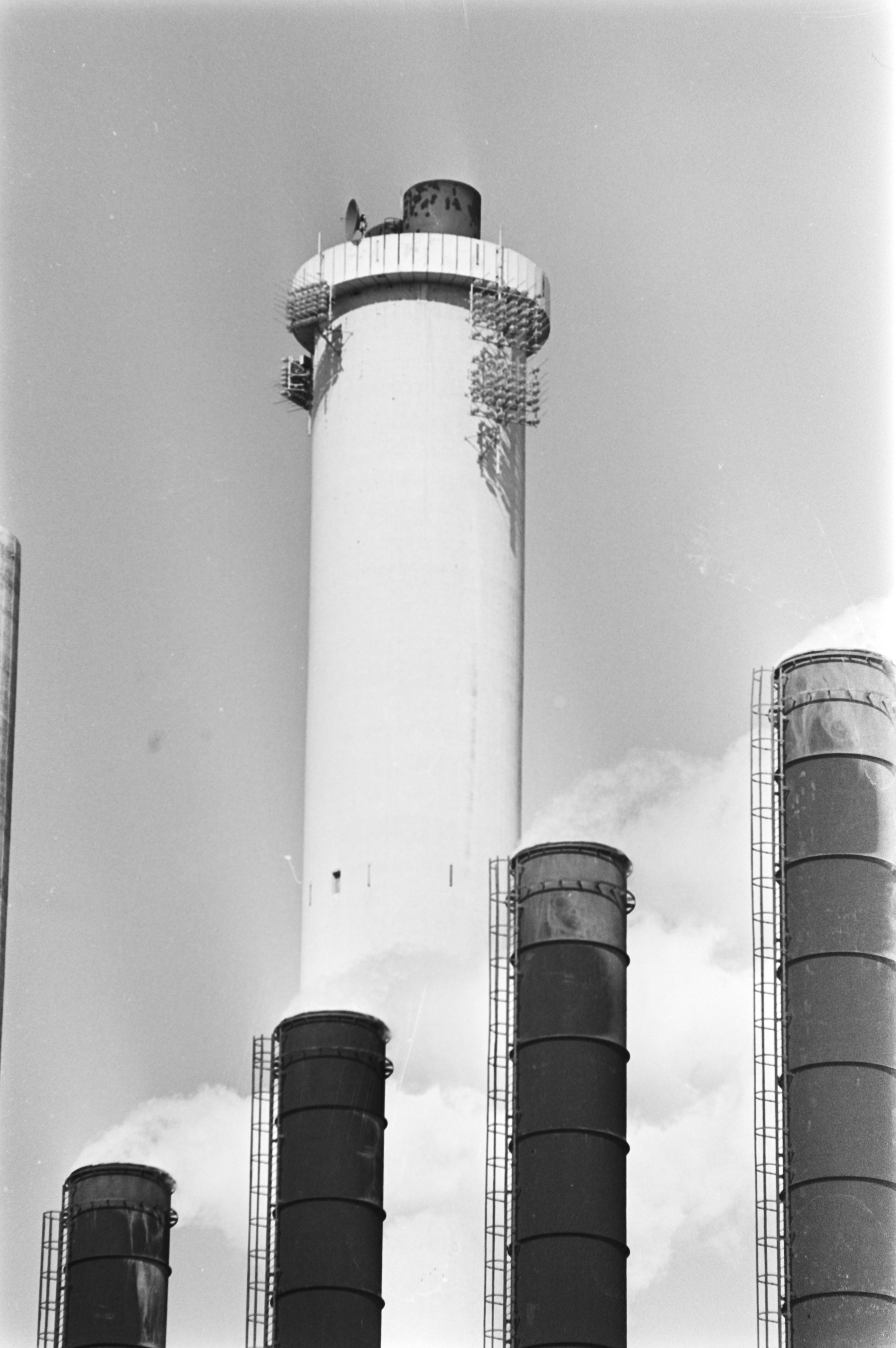
De ontvangers van het centrale antennesysteem voor Amsterdam op een schoorsteen van de Hemwegcentrale, 1977

Een andere factor was de opkomst van (veelal stedelijke) kabelnetten. Voor de Tweede Wereldoorlog bestond er al het verschijnsel van de draadomroep (radiodistributie) en in de jaren '70 besloten veel stedelijke overheden om zich te kunnen ontdoen van de antennewouden op de daken en besloot tot aanleg van stadskabelnetten. Zo begon de Kabeltelevisie Amsterdam als gemeentelijke dienst in 1977. Het voordeel van deze netten was dat deze een groter zenderaanbod konden geven, net als wat in de grensstreek met een eigen antenne al het geval was, dan wat er per huis of centrale antenne ontvangen kon worden. Het ging in eerste instantie vooral om het doorgeven van de twee nationale zenders en die van de buurlanden, België (waar toen slechts één Vlaamse zender was), Duitsland (drie zenders) en Engeland (één zender die echter in verband met de afstand van de zendmast alleen bij bepaalde weersomstandigheden goed te ontvangen was), later werden op deze wijze ook de eerste satellietstations doorgegeven. De ontvangstinstallatie voor deze zenders bevonden zich meestal op hoge gebouwen in de stad, zo was in Amsterdam het dak van het Okura hotel voorzien van antennes en schotels voor de ontvangst van buitenlands televisieverkeer.

## Piraterij op de kabel
Met de voortschrijdende ontwikkeling van consumentenelektronica alsook de opkomst van kabeltelevisie werd het rond 1980 mogelijk om buiten het gereguleerde systeem televisie-uitzendingen aan te bieden. De opkomst van de videorecorder en het aanbod van primitieve maar relatief goedkope videocamera's hadden een aantal werktuigen naar de huiskamer gehaald die voorheen alleen voor professionele studio's beschikbaar waren. Het duurde niet lang voor goocheme ondernemers door hadden dat je met een kleine zender ongebruikte kanalen, maar ook kanalen die al uit de lucht waren na bijvoorbeeld middernacht en alleen nog ruis uitzonden, op de kabel van een signaal kon voorzien en zodoende via de kabel een tv-programma kon verzorgen. Na enige tijd werden de zenders sterker, en werd het ook mogelijk zwakke signalen van buitenlandse zenders weg te drukken en te vervangen door een eigen kanaal. Dit soort zenders werd al vrij snel aangeduid als tv-piraat.

## Programmering
Naast het verspreiden van door copyrights beschermde speelfilms bestond het repertoire van de piratenzenders veelal uit diverse soorten porno. De presentatie werd verzorgd door bepruikt, vals-besnord, en anderszins enigszins onherkenbaar gemaakt talent. In die tijd was er na het laatste journaal tegen middernacht doorgaans geen uitzending meer en konden de piraten hun gang gaan. Volgens de uitgever van het Amsterdamse programmablad De Piraat was het opvallend in hoeveel huizen er nog licht brandde zolang de piratenuitzendingen duurden.

## Zenders

### Amsterdam
- Sinclair TV
- Edison TV
- Einstein TV[2]
- MokumTV
- Galactica TV [3][4]
- Randstad TV
- Rabotnik TV[5]
- Vrije Keyzer TV[6]
- Randstad TV

## Einde
De Radio Controle Dienst van de PTT had als taak dit verschijnsel tegen te gaan, en er volgde jaren een kat-en-muisspel tussen de piraten en ambtenaren van deze dienst. Het feitelijk einde kwam toen de overheid in een klassiek staaltje repressieve tolerantie ertoe over ging lokale tv aan te bieden, en ook plaats te geven aan commerciële zenders. In Amsterdam nam dit de vorm aan van de komst van AT5 en de niet-commerciële lokale tv van SALTO. De komst van goedkope satellietontvangers en een veelvoud van commerciële tv-satellieten hebben het bestaan van de klassieke tv-piraat overbodig gemaakt.

## Digitale tijdperk
In het digitale tijdperk verwijst de term tv-piraterij naar het gebruik van gekraakte en gekopieerde smartcards.